# Jone Kubuabola
Ratu Jone Kubuabola, né le 11 septembre 1946 et mort le 16 septembre 2018, est un homme politique fidjien,.
Gouverneur de la Banque de réserve des Fidji pendant 12 ans, il s'engage en politique et devient ministre des Finances en 2000. L'année suivante, il est élu à la Chambre des représentants pour le Parti des Fidji unies (SDL). Il est réélu en 2006, mais perd son poste au gouvernement à la suite du coup d'État du 6 décembre 2006.
Après la dissolution du SDL, il participe à la fondation du Parti libéral social-démocrate en 2013.
Il est le frère aîné d'Inoke Kubuabola.